# Charing Cross, Euston and Hampstead Railway

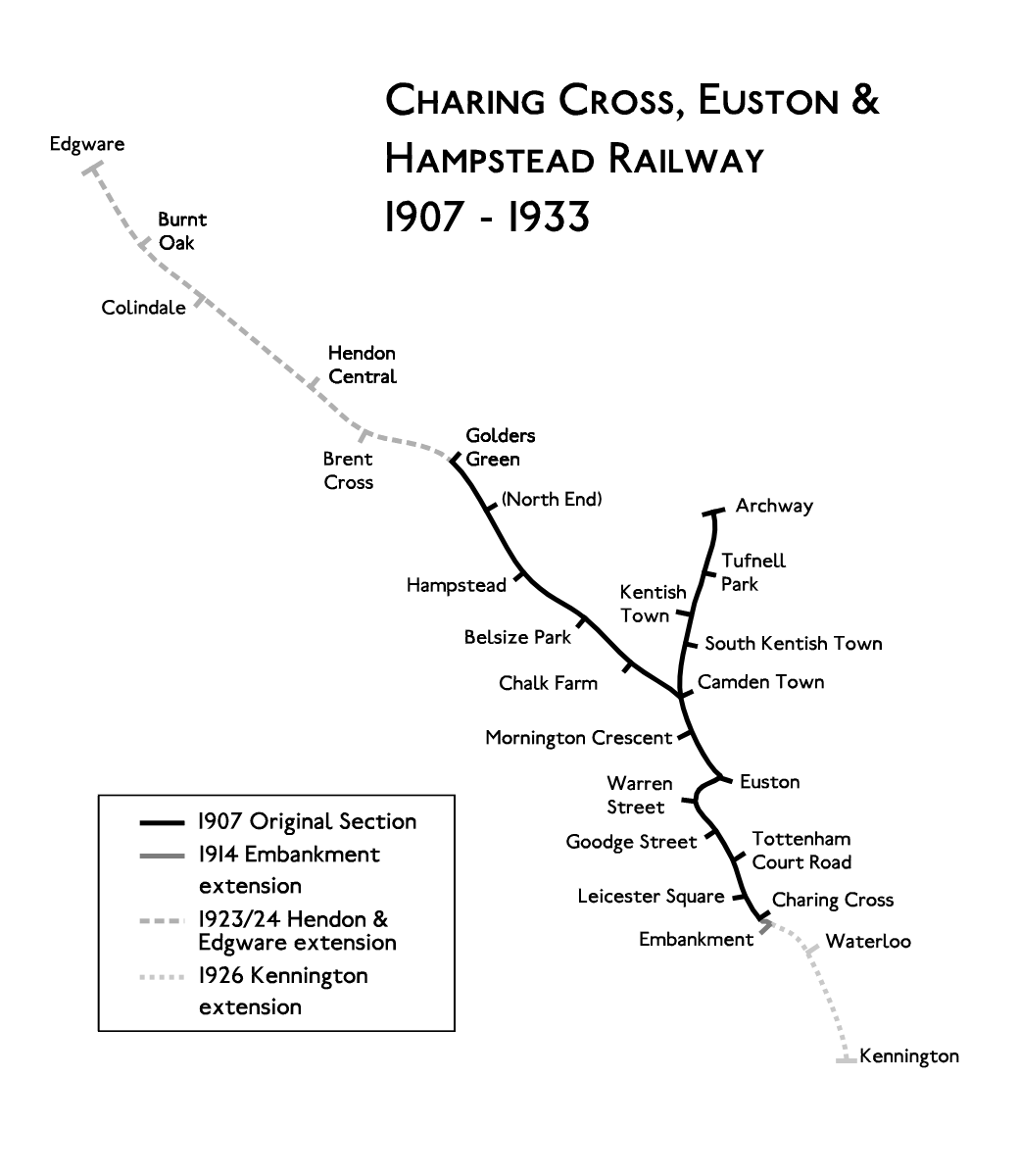
Mapa geogràfic de Charing Cross, Euston & Hampstead Railway

Charing Cross, Euston and Hampstead Railway (CCE&HR), també conegut com a Hampstead tube, fou una companyia de ferrocarril que es va establir el 1891 i que va construir línies de metro a gran profunditat a Londres. La construcció de CCE&HR es va endarrerir durant més d'una dècada. El 1900 va esdevenir part de l'empresa Underground Electric Railways Company of London Limited (UERL) controlada pel magnat americà Charles Yerkes. La UERL va incrementar els fons de l'empresa. Tenien diverses rutes planificades però un bon nombre d'aquestes foren rebutjades pel Parlament del Regne Unit. La construcció de túnels sota Hampstead Heath va ser autoritzada tot i l'oposició dels residents locals que pensaven que danyaria l'ecologia de Heath.
El 1907 obria la línia de CCE&HR amb 16 estacions al llarg de 12,34 km amb un parell de túnels entre la terminal sud Charing Cross i les dues del nord Archway i Golders Green. Entre el 1914 i mitjans de la dècada de 1920 hi hagué diferents ampliacions cap Edgware i cap a Kennington passant per sota del riu Tàmesi. A la dècada de 1920 la línia es connectava amb una altra línia de metro, la City and South London Railway (C&SLR), i els serveis foren fusionats amb el que després esdevendria la Northern Line.
L'estimació de la quantitat de passatger que hi hauria va ser molt optimista, en general a totes les línies de la UERL. Tot i les millores, integracions i cooperacions amb altres companyies del metro, finalment la CCE&HR fou escanyada financerament parlant. El 1933, com la resta de línies i empreses del metro van passar a mans públiques. Actualment aproximadament la meitat de túnels i estacions forment part de la línia del metro Northern Line.